# L'Affaire Dreyfus (téléfilm)
Pour les articles homonymes, voir L'Affaire Dreyfus.
Pour plus de détails, voir Fiche technique et Distribution.
L'Affaire Dreyfus est un film de procès français en 2 parties (3 h 23 min au total) réalisé par Yves Boisset en 1995 sur un scénario de Jorge Semprún d'après le livre L'Affaire de Jean-Denis Bredin, sur l'affaire Dreyfus.

## Synopsis
En septembre 1894, une agent infiltrée à l'Ambassade d'Allemagne en sort un bordereau manuscrit de transmission de documents militaires de l'état-major français. Celui-ci enquête exclusivement parmi les officiers stagiaires se déplaçant dans les bureaux. Un faisceau de présomption laisse penser que le capitaine Alfred Dreyfus pourrait être le traitre. Alsacien et juif, il fait un coupable idéal. Plus les preuves s'avèrent pauvres et fragiles, plus l'état-major et le ministère s'enferment dans leur logique. Dreyfus est condamné en Conseil de guerre, en partie sur la base d'un dossier secret, et déporté sur l'île du Diable.
L'affaire ne fait que commencer : les milieux d'extrême droite et nationalistes instrumentalisent l'affaire pour mener une campane antisémite de plus en plus violente, et les républicains, dont certains étaient convaincus de la culpabilité (Blum) comprennent peu à peu que c'est une erreur judiciaire et que Dreyfus est condamné parce que juif.
Le colonel Picquart, en prenant la direction des services de renseignement militaires, découvre en mars 1896 par le même canal un télégramme de la même écriture que le bordereau, envoyé par le commandant Esterhazy. L'écriture d'Esterhazy est également reconnue par son banquier. Sa hiérarchie, qui refuse de reconnaître que l'Armée s'est trompée, écarte Picquart et demande au commandant Henry d'étoffer le dossier. Celui~ci commence à faire des faux accusant Dreyfus. 
L'Armée exige d'Esterhazy, personnage peu recommandable, qu'il demande son inculpation pour pouvoir être mis hors de cause. Une parodie de jugement l'acquitte en 1898. Émile Zola, outré devant les multiples mensonges ayant fait condamner un innocent et acquitter un coupable, publie le texte « J'accuse…! » à la une de L'Aurore, faisant basculer les intellectuels et une partie de l'opinion qui se mobilisent désormais. Zola est condamné en cour d'assises, mais pour la première fois un procès a lieu publiquement et la thèse de l'Armée se fissure.
Godefroy de Cavaignac, arrivant au ministère de la Guerre veut que Dreyfus soit définitivement considéré comme coupable et épluche pour cela tout le dossier, y compris secret. On y découvre les faux d'Henry, qui est arrêté et se donne la mort non sans avoir confessé sa culpabilité. La voie s'ouvre pour une révision. Un nouveau conseil de guerre confirme contre toute évidence la condamnation de Dreyfus, mais le gouvernement, qui veut clore l'affaire, fait gracier Dreyfus. La Cour de cassation annule toutes les procédures et impose la réhabilitation et sa réintégration dans l'armée en 1906.
Dreyfus ne demandera jamais à être indemnisé. Esterhazy, qui s'est enfui à Bruxelles sous un faux nom, ne sera jamais inquiété.

## Fiche technique
genre : drame

## Distribution
- Thierry Frémont : Le capitaine Alfred Dreyfus
- Pierre Arditi : Le commandant Ferdinand Walsin Esterhazy
- Helmut Berger : Le colonel baron Maximilian von Schwartzkoppen
- Christian Brendel : Le commandant puis colonel Marie-Georges Picquart
- Jacques Dacqmine : Le ministre Auguste Mercier
- Gérard Desarthe : Le lieutenant-colonel Armand du Paty de Clam
- Bernard-Pierre Donnadieu : Le commandant Hubert-Joseph Henry
- André Falcon : Jean Sandherr
- Daniel Mesguich : Léon Blum
- Laura Morante : Lucie Dreyfus
- Philippe Volter : Mathieu Dreyfus
- Georges Wilson : Le général Raoul Le Mouton de Boisdeffre
- Richard Martin : Le commandant Ferdinand Forzinetti
- Greg Germain : Bravard
- Philippe Laudenbach : Bernard Lazare
- Marc de Jonge : Le général Georges Gabriel de Pellieux
- Xavier Deluc : Lucien Herr
- Mathieu Demy : Marcel Proust
- Jean-Claude Drouot : Émile Zola
- François Marthouret : L'avocat Fernand Labori
- Henri Poirier : Le juriste Edgar Demange
- Rita Brantalou : Édouard Drumont
- Jean-Pol Dubois : Le ministre Jacques Marie Eugène Godefroy Cavaignac
- Jean Bouchaud : Le général Émile Auguste François Zurlinden
- Otakar Brousek : Jacques Hadamard
- Petr Popelka : Théodore Herzl
- Bernard Freyd : Albert Delegorgue, le président de la cour d'assises
- Françoise Dorner : Berthe
- Yves Collignon : Commandant du Mont Valérien
- Louis Arbessier : Auguste Scheurer-Kestner

## Récompense
- 1995 : Grand prix du scénario au festival de télévision de Monte-Carlo